# Kesang Choden Wangchuck
Ashi Kesang Choden Wangchuck, född 23 januari 1982, prinsessa av Bhutan, dotter av Jigme Singye Wangchuck till Hennes Majestät Ashi Tshering Pem Wangchuck.